# Corynoptera subcavipes
Corynoptera subcavipes is een muggensoort uit de familie van de rouwmuggen (Sciaridae). De wetenschappelijke naam van de soort is voor het eerst geldig gepubliceerd in 2007 door Menzel & Smith.